# Eustrotia deleta
Eustrotia deleta là một loài bướm đêm trong họ Noctuidae.